# Воден (Ямбольська область)
Во́ден (болг. Воден) — село в Ямбольській області Болгарії. Входить до складу общини Болярово.

## Населення
За даними перепису населення 2011 року у селі проживали 347 осіб.
Національний склад населення села:
| Національність   | Кількість осіб | Відсоток |
| ---------------- | -------------- | -------- |
| болгари          | 235            | 67,7%    |
| цигани           | 98             | 28,2%    |
| турки            | 9              | 2,6%     |
| інша             | 0              | 0%       |
| не визначились   | 5              | 1,4%     |
| Всього відповіли | 347            |          |

Розподіл населення за віком у 2011 році:
Динаміка населення: